# C.M.C. Brouérius van Nidek
Christiaan Mathéus Constant (Chris) Brouérius van Nidek (Batavia, 4 januari 1912 - Leiden, 16 februari 2005) was een Nederlands jurist en entomoloog. Hij werd in 1937 lid van de Nederlandse Entomologische Vereniging. Hij was een specialist op het gebied van de zandloopkevers (Cicindelidae).
Brouérius van Nidek was een jurist aan het ministerie van Sociale Zaken. Hij studeerde rechten in Amsterdam en na zijn afstuderen en huwelijk verhuisde hij naar Haren (Groningen). In 1947 ging hij met zijn gezin naar Nederlands-Indië. Hij keerde terug naar Nederland in 1950. Hij werd in de jaren zestig honorair medewerker van de afdeling entomologie van het Zoölogisch Museum Amsterdam.
Hij was een verwoed verzamelaar van kevers en bouwde een omvangrijke collectie van ongeveer 100.000 exemplaren op, die hij later doneerde aan het Amsterdams museum.
Hij is de wetenschappelijke auteur van diverse soorten kevers. Onder meer het Museum of Comparative Zoology van de Harvard-universiteit deed beroep op hem om materiaal te determineren. Andere entomologen hebben hem geëerd door keversoorten naar hem te noemen, waaronder Lachnoderma nideki, Spinatimonomma nideki en Anthrenus nideki.